# Chlorocytus koreanus
Chlorocytus koreanus är en stekelart som beskrevs av Kamijo 1983. Chlorocytus koreanus ingår i släktet Chlorocytus och familjen puppglanssteklar. Inga underarter finns listade i Catalogue of Life.